# ГараШ
«Гара́Ш» — белорусская трагикомедия, ситком по сценарию Андрея Курейчика. Первый белорусский независимый фильм, попавший в широкий республиканский кинопрокат. Премьера состоялась 7 ноября 2015 года на Минском международном кинофестивале «Лістапад». Европейская премьера состоялась 21 ноября 2015 года в штаб-квартире Парламентской ассамблеи Совета Европы и Европарламента в Страсбурге (Франция), в программе IV Всемирного демократического форума.
В основе сюжета лежит история молодого белоруса, проработавшего 5 лет в США и депортированного на родину. Философская сатира на тему столкновения цивилизаций, конфликта между прозападным цивилизованным и законопослушным мышлением и консервативным постсоветским.
Режиссёром и сценаристом выступил Андрей Курейчик, главные роли исполнили белорусские рок-музыканты Александр Кулинкович и Юрий Наумов и актёр РТБД Артём Курень. Съёмки проходили с 26 июня 2015 года в течение четырёх дней за собственные средства создателей картины. Бюджет фильма составил менее 5 тысяч долларов. Фильм стал самым прибыльным белорусским фильмом в национальном кинопрокате за всю историю, а также лидером проката за период с 2011 по 2016 год среди белорусских картин.

## Сюжет
По определению создателей картины, «ГараШ» — это чёрная комедия про белорусские реалии.
События в фильме разворачиваются на окраине Минска в микрорайоне Шабаны (потому и «Ш» на конце слова-названия фильма). Молодой белорус Виталий Борзов (роль исполнил Артём Курень), родом из Островца, после пяти лет американской жизни был из-за проблем с документами депортирован из США, где работал в крупном автосервисе по программе Work & Travel. Он возвращается в Минск и устраивается на работу в гаражную автомастерскую в Шабанах. Но его американские рекомендательные письма тут никому не интересны, и ему приходится доказывать своё соответствие работой. Старший механик Борис Григорьевич (роль исполнил Александр Кулинкович), он же владелец этого гаража, учит его жизни и тому, как «правильно» ремонтировать машины. По сюжету фильма Борис Григорьевич родился в Шабанах, тут вырос и большинство своего времени проводит в гараже. Отлично разбирается в машинах, отремонтирует что угодно (но когда надо, то может и поломать), но в своих мыслях задержался где-то в постсоветском времени.
Вместе с тем происходят разные курьёзные истории на почве столкновения двух мышлений — западного цивилизованного, законопослушного, с моральными ценностями, с мечтой про успех, и советского консервативного.
В фильме сценарист иронизирует и над проверками, которые проводят разнообразные ведомства. В одном из эпизодов «американец» разворачивает местную газету, в которой сообщается, что в Минске были убиты пожарный и сотрудник санэпидемстанции. Из контекста становится понятным: «американец» подозревает в убийстве своих начальников. «Для нас это были символы: санэпидемстанция — один монстр, пожарные — второй монстр, которые „кошмарят“ мелкий бизнес», — откровенно говорит Курейчик.
Одна из подобных проверок проходит на глазах Виталия Борзова. Владелец гаража, Борис Григорьевич, чтобы избежать неприятностей, даёт взятку проверяющему чиновнику. Виталия, с уже сложившейся западной психологией, законопослушного и впитавшего американские идеалы, этот факт возмущает. Но Борис Григорьевич ему объясняет, почему такой вариант в этой стране и месте будет удобнее всем, иронизируя при этом и над некоторыми немного абсурдными законами. По случайности клиенткой автомастерской становится и дочь этого чиновника, «американец» в неё даже влюбляется. Мастера гаража «разводят» её с ремонтом машины на деньги, который она берёт у своего отца, при этом полученная с неё сумма вдвое больше, чем размер полученной отцом взятки. Таким образом работники гаража отдают чиновнику его же деньги, решая этим свои вопросы, и ещё зарабатывают при этом на первую зарплату Виталию. «Американец» не сразу, но постепенно начинает понимать тонкости мышления местных жителей и нюансы работы в этой стране.

## История создания
Идея создания фильма появилась у композитора Дмитрия Фриги. Своей идеей он поделился с оператором-постановщиком Александром Крупиной и сценаристом Андреем Курейчиком. После этого Курейчик написал сценарий к фильму.
Первоначально была организована акция, при помощи которой организаторы съёмок через краудфандинг планировали собрать на проект 80 млн белорусских рублей (около 4,5 тыс. долларов). Хотя необходимой суммы собрать не удалось, создатели фильма приступили к съёмкам, вложив собственные средства. Был организован кастинг, объявлена акция с обращением ко всем желающим помочь. Нашлись и люди, и оснащение, и автомобили для съёмок. Оказали помощь фирмы, сдающие съёмочную технику в аренду российским сериалам, дав на короткое время оборудование. Поэтому получилось снять фильм с минимальными вложениями, съёмки обошлись в 3850 долларов.
Съёмки проходили как в Шабанах, так и в Минске. Гараж, где играют главные герои, снимали на улице Розы Люксембург. Натуру — место, где происходит действие, — в столичном районе Шабаны. Роли в фильме исполнили белорусские музыканты, в том числе Александр Кулинкович и Юрий Наумов («Нейро Дюбель»), Егор Забелов («Гурзуф», «Егор Забелов Трио»), постсоветская кинозвезда Эвелина Сакуро, писатель Олег Грушецкий и артисты белорусских театров.
Съёмки проходили с 26 июня, в течение 4 дней. Проект не является коммерческим и снимался без поддержки и влияния инвесторов или государства. Авторы идеи также подчёркивают, что проект поставил перед собой цель доказать, что в Беларуси можно снимать независимое некоммерческое кино про свою страну без государственной поддержки или диктата продюсеров.
В основе «ГараШа», по словам самого сценариста и главного режиссёра Андрея Курейчика, — философская тема столкновения цивилизаций, конфликта между прозападным мышлением молодого главного героя, депортированного из США, и совковыми взглядами жителей Шабанов, которые являются, по мнению автора, отображением ценностей Беларуси на данном этапе её развития. Андрей Курейчик подчёркивает, что придерживается концепции «национального кино», согласно которой кино должно быть актуальным, сделанным белорусами для белорусов и про белорусов. Исходя из этого, Курейчик утверждает, что «ГараШ» является «редким за последние годы национальным кинопроектом».
Фильм стал второй режиссёрской работой Андрея Курейчика. Андрей сразу дал понять, что это просто по-хорошему «хулиганский проект». Сняв кино за столь краткие сроки и с малым бюджетом, не израсходовав ни копейки государственных денег, Курейчику со своей командой удалось сделать то, чего давно не удавалось сделать белорусскому кино, — собрать полные залы и заставить про него говорить. «ГараШ» стал в своём роде уникальным национальным белорусским кинопроектом. Фильм создавался командой творческих единомышленников для того, чтобы показать другое белорусское кино. Авторы проекта поставили перед собой цель доказать, что при желании можно снять независимое некоммерческое кино про Беларусь даже без государственной поддержки, что им и удалось осуществить. Как высказался сам Андрей Курейчик:

«ГараШ» — это новая форма национального белорусского кино, он создан без государственных источников финансирования, без российских продюсеров, зато с прекрасной отечественной командой профессионалов и для белорусского зрителя. Это кино не идеологическое, не политическое, но по-хорошему хулиганское и экспериментальное. Оно о нас — современных белорусах.
— 
17 августа 2015 года Андреем Курейчиком был представлен тизер фильма. Одним из авторов идеи фильма, Александром Крупиной, был разработан шрифт к постеру и заставке к фильму.

### Кадры со съёмочной площадки

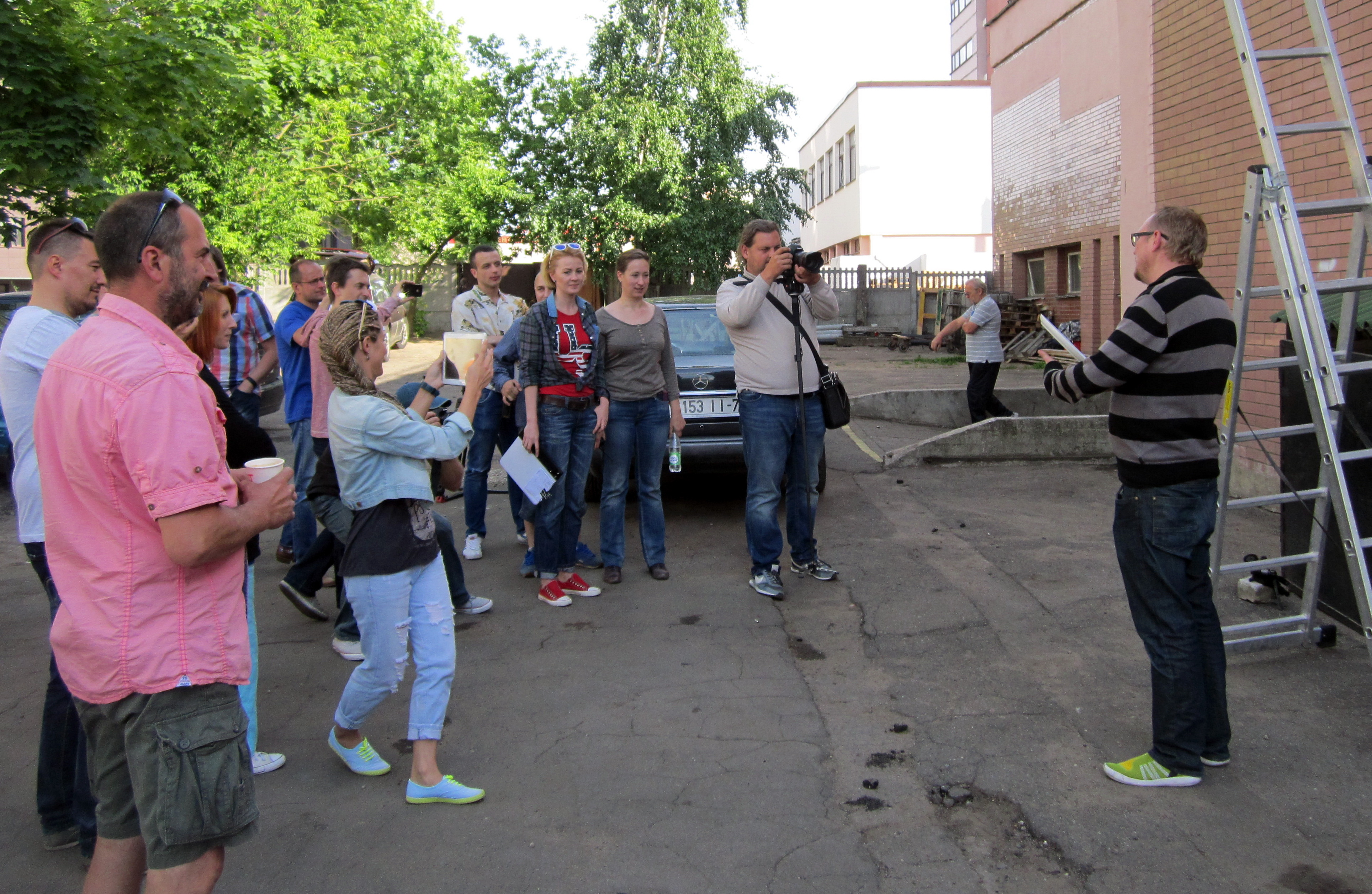
Сценарист А. Курейчик с речью в начале съёмок
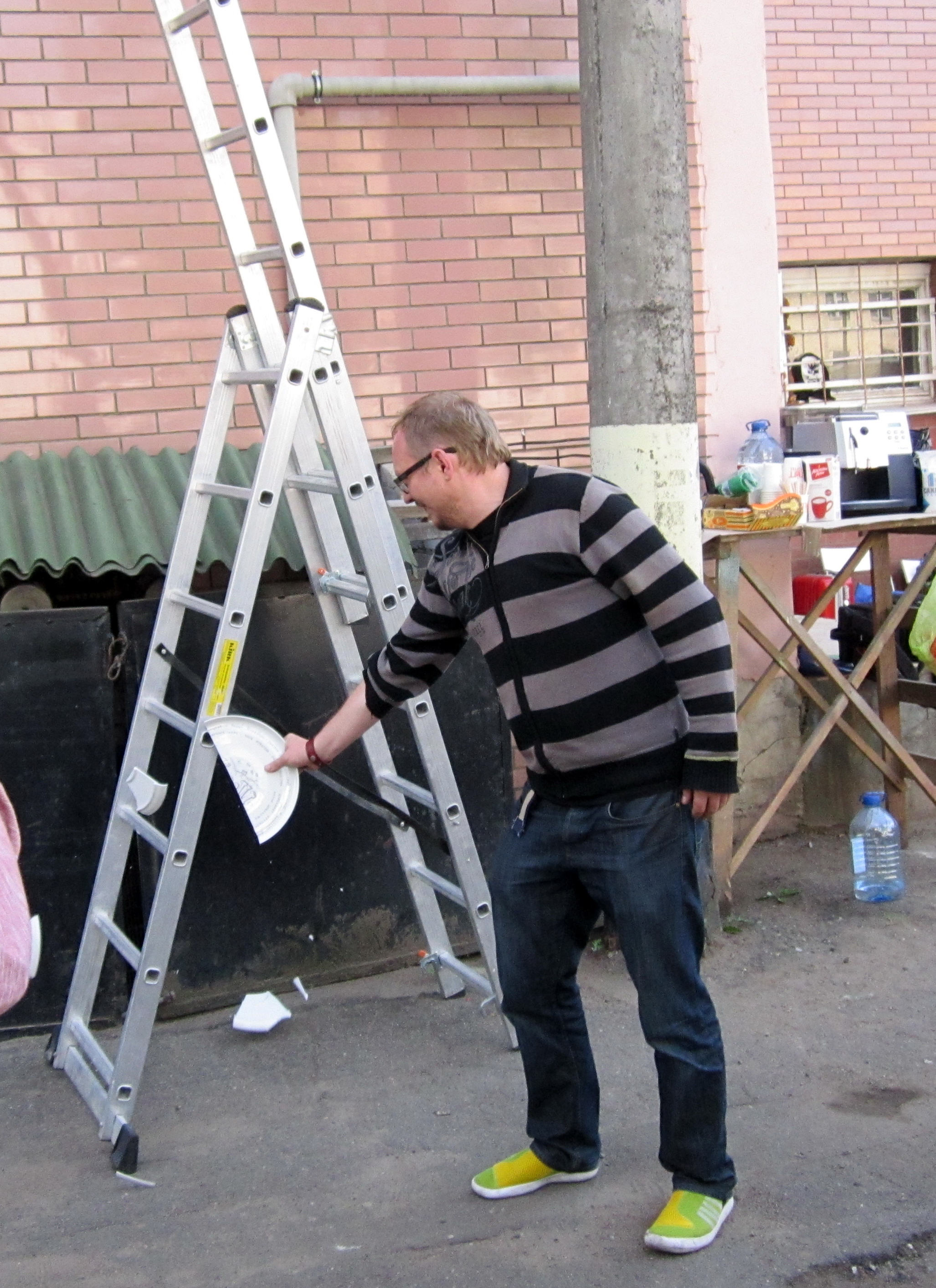
А. Курейчик разбивает тарелку с именами членов съёмочной группы
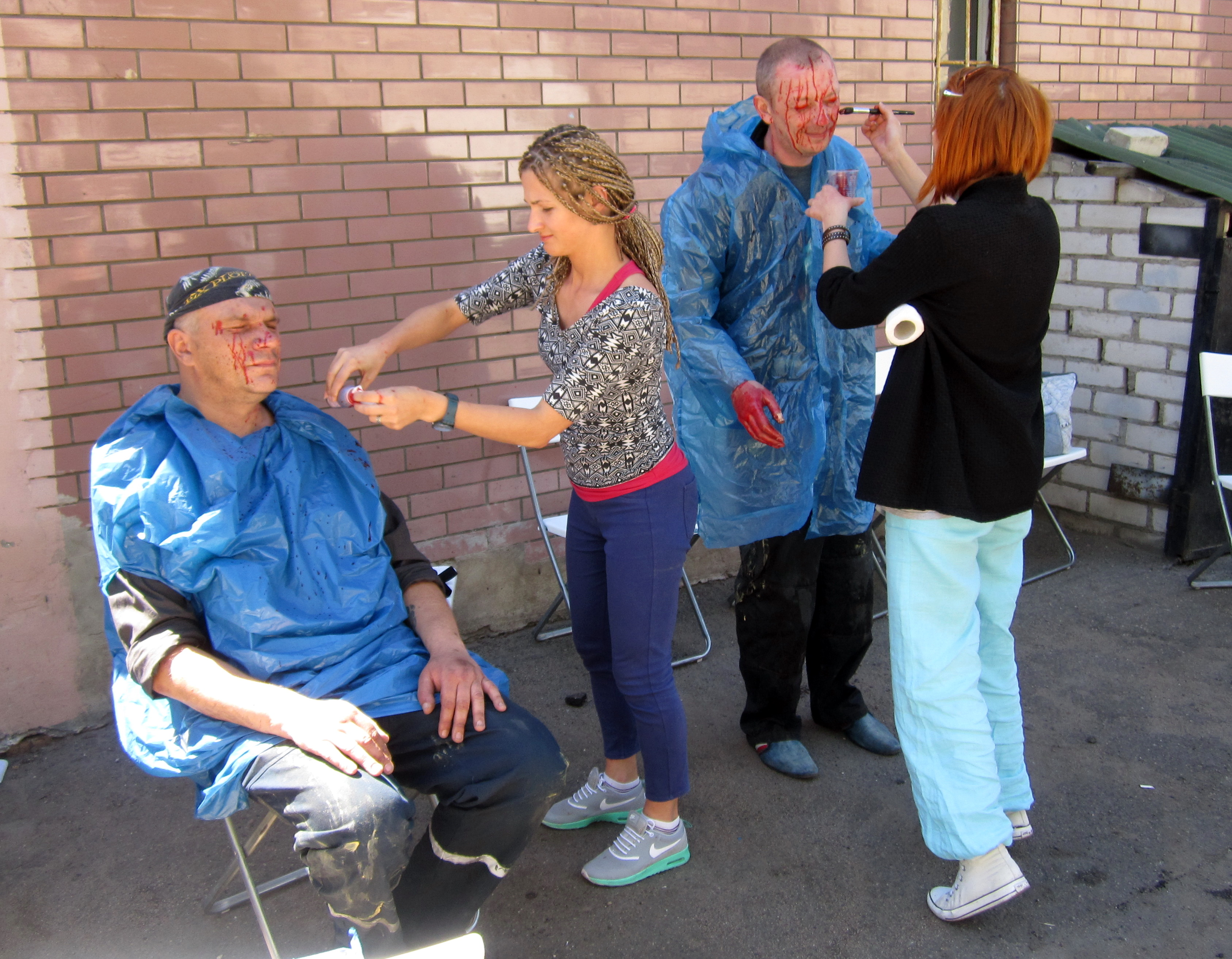
Исполнители главных ролей Юрий Наумов и Александр Кулинкович во время гримирования
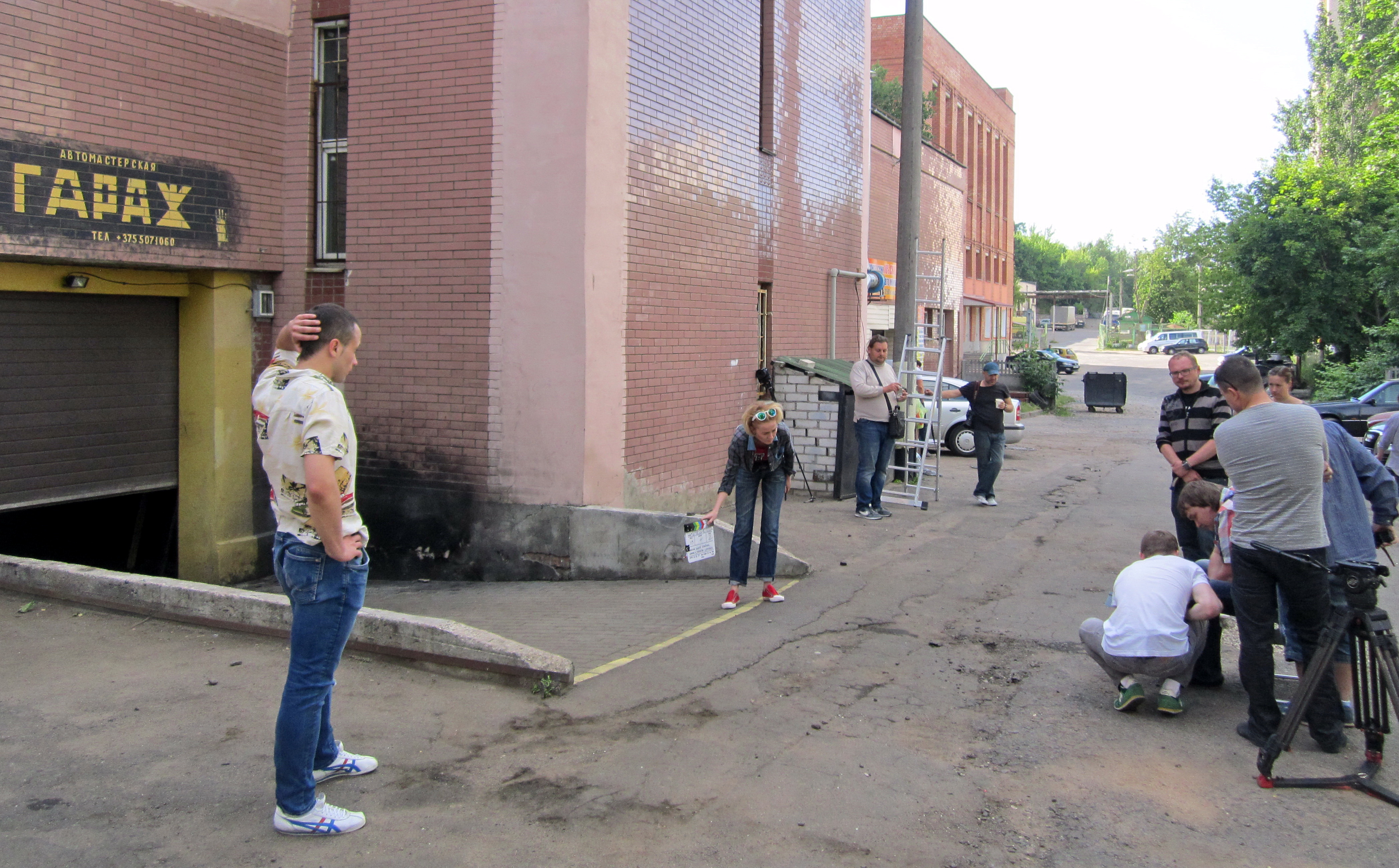
Подготовка к съёмкам к одной из сцен в начале фильма
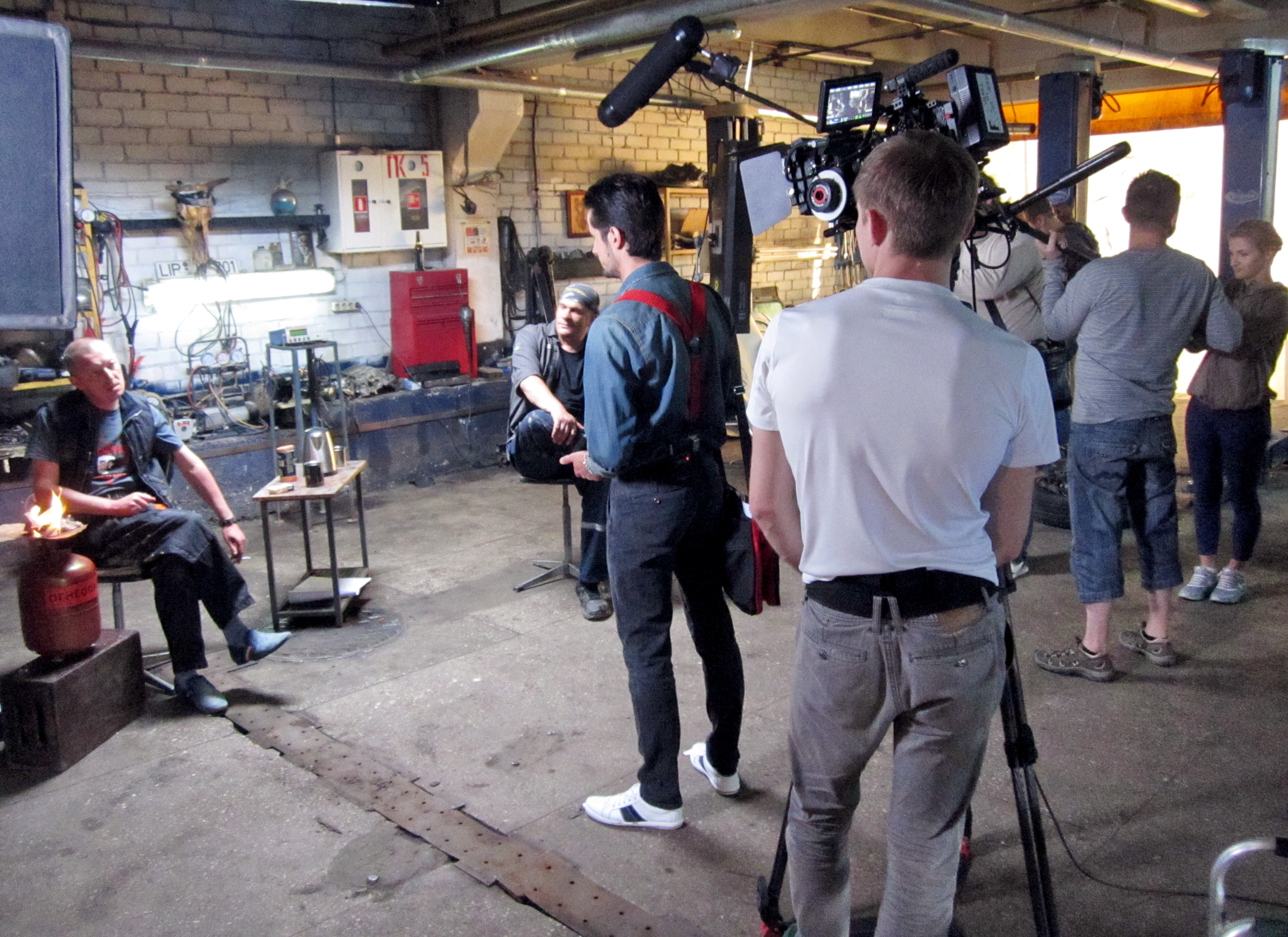
Сцена устройства «американца» в автомастерскую
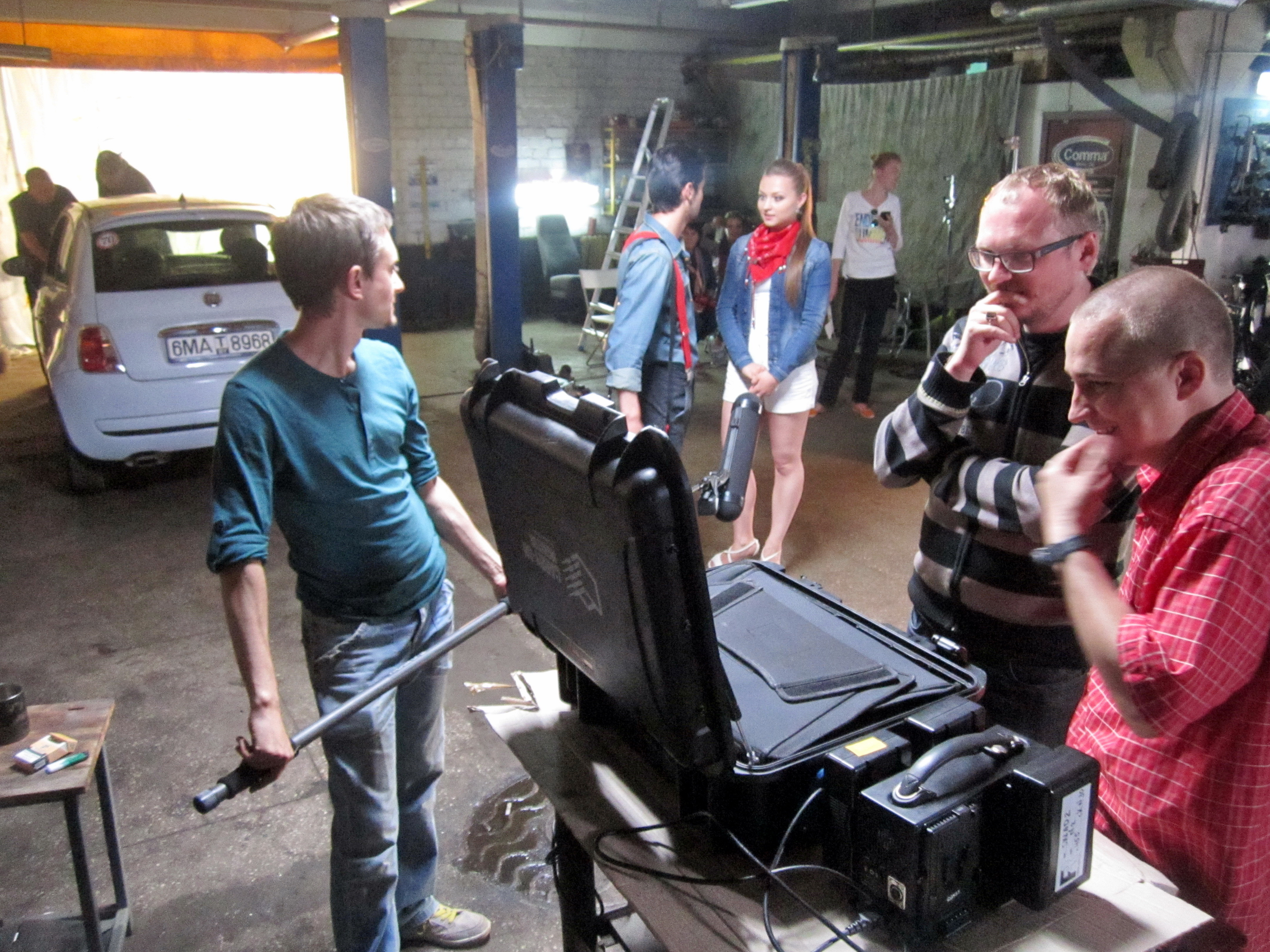
Сцена знакомства дочки чиновника с «американцем»
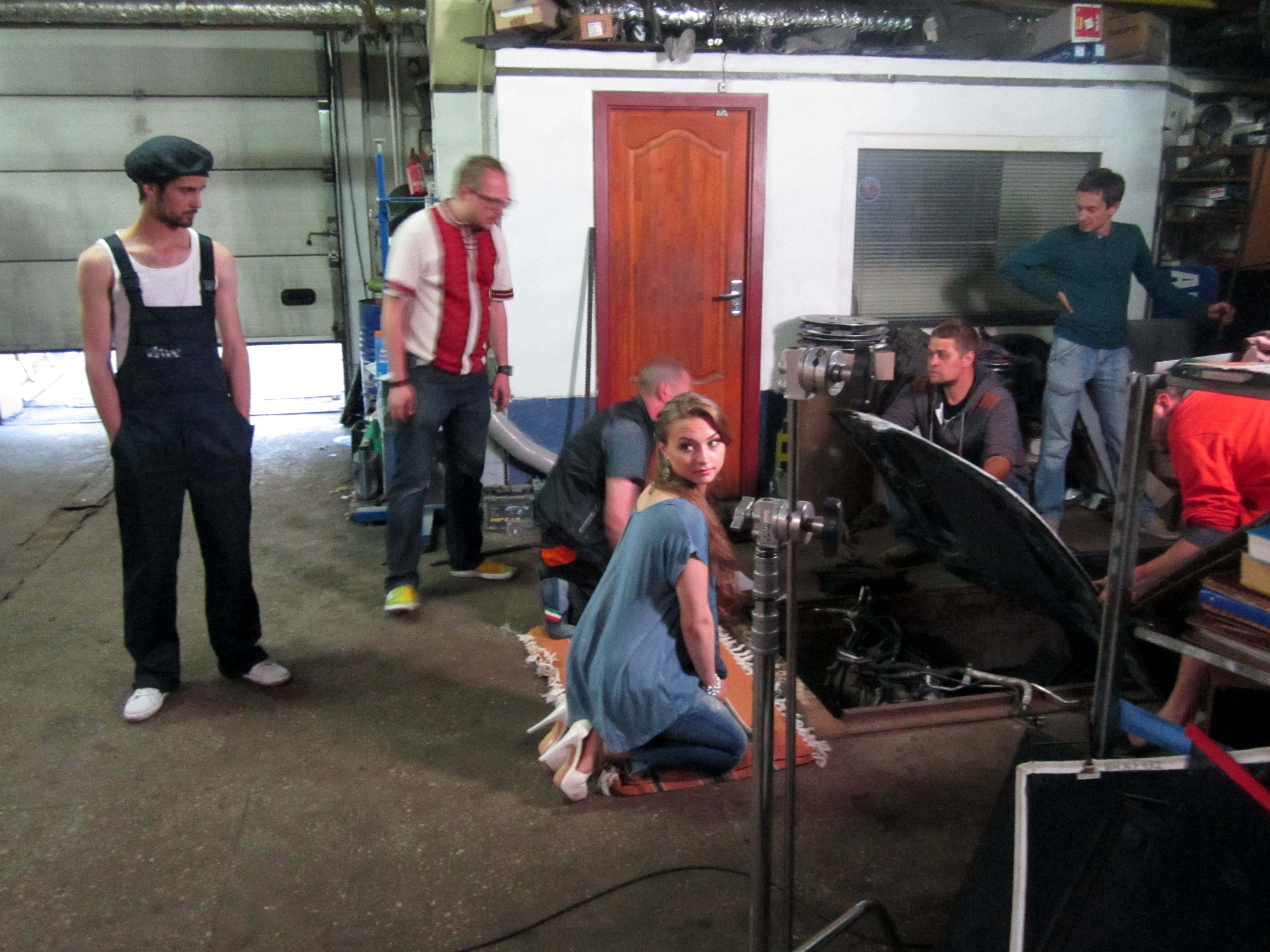
Съёмка сцены с пробитым двигателем
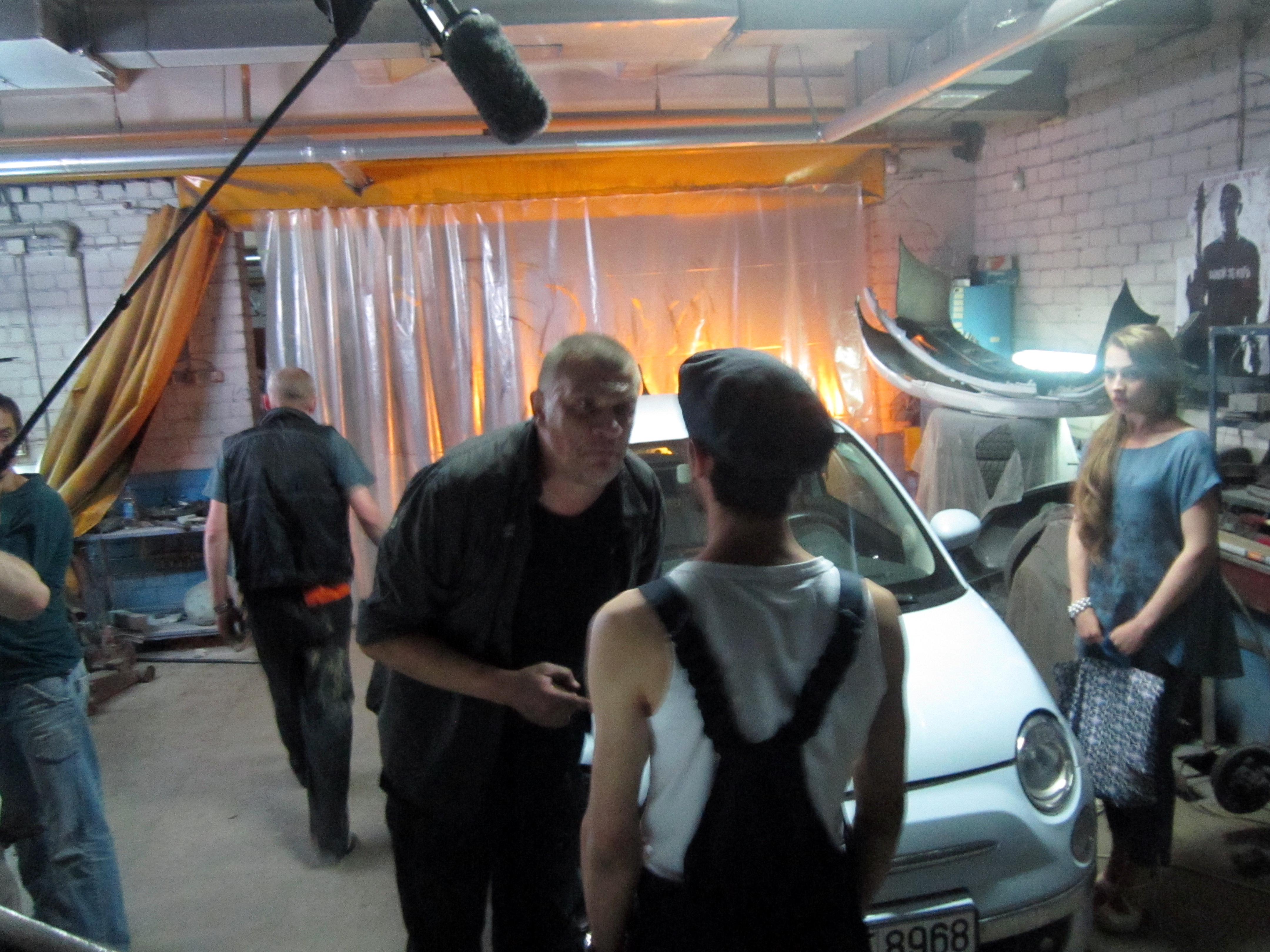
Сцена, когда дочка чиновника приехала забирать машину
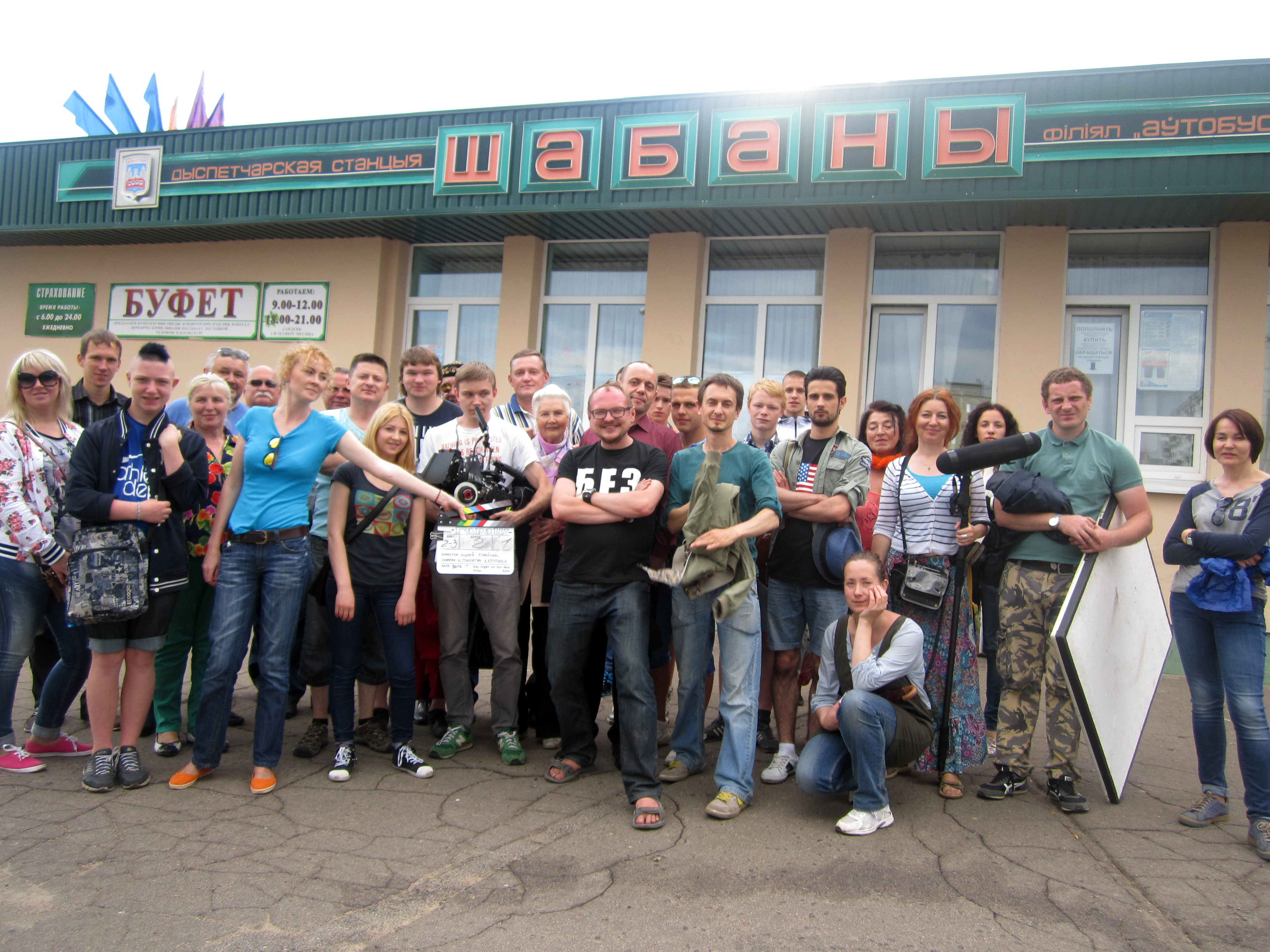
Съёмочная группа вместе с актерами и массовкой

## Презентация трейлера
21 октября 2015 года сценарист Андрей Курейчик вместе с группой создателей ленты презентовали официальный трейлер трагикомедии «ГараШ». Презентация ролика прошла в минском паб-клубе «Граффити», во время неё Андрей Курейчик представил публике создателей картины и актёров, которые снялись в этом фильме. Во время презентации Андрей Курейчик сказал, что в названии фильма нарочито ошибочное написание слова «гараж» (с буквой «Ш» на конце) целиком соответствует его смыслу. По его мнению, в Беларуси де-факто существует четыре национальных языка: русский, белорусский, «трасянка» и язык «совка». Курейчик отметил:

Язык «совка» — это отдельный язык. Он не только в словах, он в эстетике, смысле жизни, нашем быту, он в безумной архитектуре микрорайонов, которые окружают Минск. «Гараш» — это не «трасянка», это воплощение совкового языка, который пронзил всю нашу страну, особенно в последние десятилетия, и выдернул нас из какого-то конкретного культурного контекста. То ли мы нация, то ли нет, то ли мы Европа, то ли Россия. Европейцы назвали бы это мультикультурализм, а я назвал это «ГараШ». «ГараШ» в Шабанах — это Беларусь на окраине Европы: непонятно где и непонятно как.
— 

## Премьера фильма

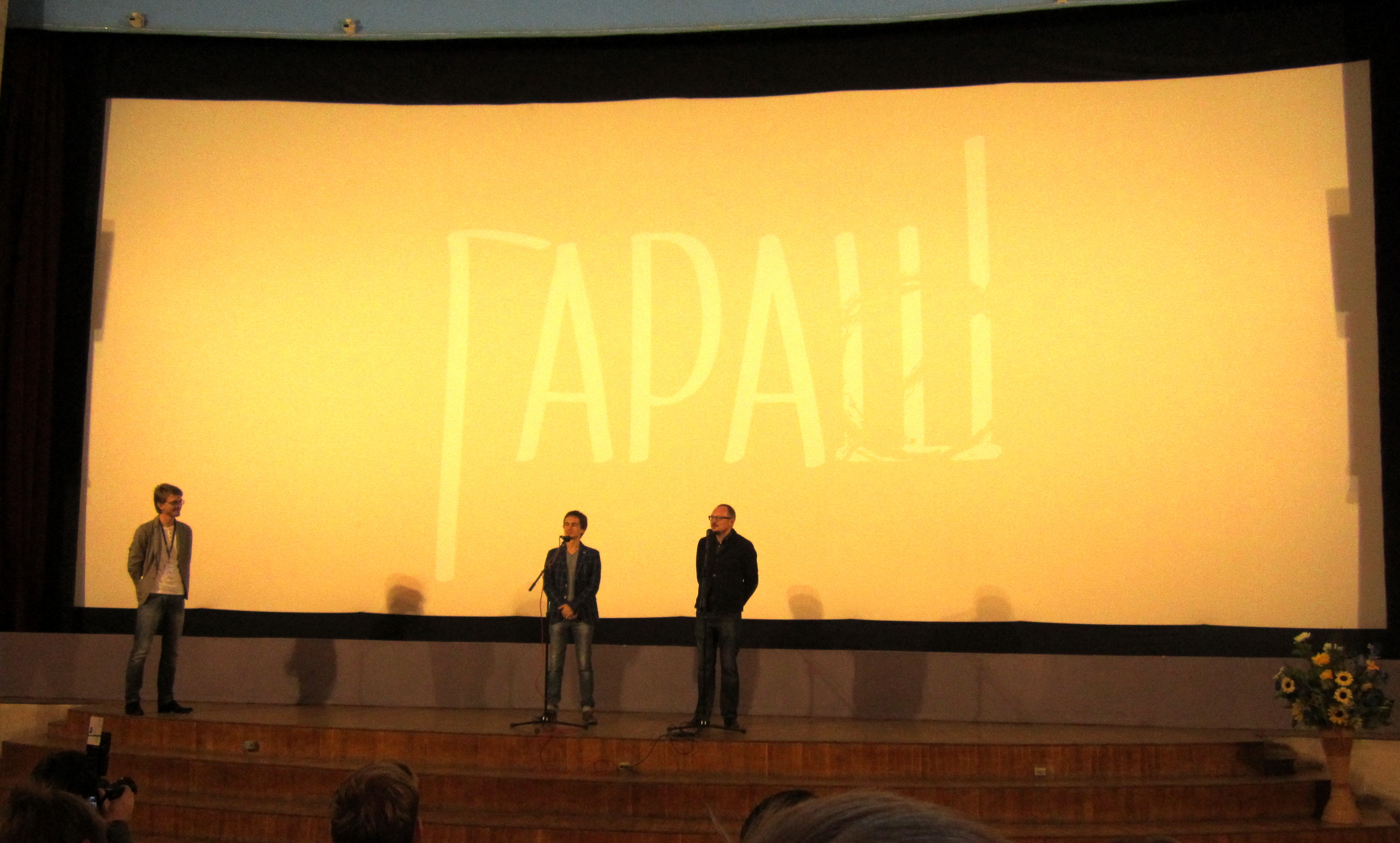
Выступление продюсера и композитора фильма Дмитрия Фриги и режиссёра-сценариста Андрея Курейчика на премьерном показе

Премьера фильма состоялась на Минском международном кинофестивале «Лістапад» 7 ноября 2015 года в кинотеатре «Победа». Показ ленты состоялся при полном аншлаге, билеты были раскуплены ещё за несколько дней до показа. Интерес к ленте оказался настолько большим, что на всех желающих не хватило сидячих мест и часть зрителей смотрели кино стоя. Учитывая, что фильм вызвал большой интерес у зрителей, дирекция фестиваля объявила дополнительный сеанс.
Европейская премьера состоялась 21 ноября 2015 года в штаб-квартире Парламентской ассамблеи Совета Европы и Европарламента в Страсбурге (Франция), в программе IV Всемирного демократического форума. Показ и обсуждение фильма были организованы в рамках панельной дискуссии форума «Парадоксы самоидентификации жителей постсоветского пространства». На форуме присутствовали депутаты Европарламента, политики, журналисты, представители гражданского общества из более чем 50 стран. Директор Восточноевропейской школы политических исследований Александр Добровольский после презентации фильма отметил, что фильм вызвал огромный интерес. Просмотр состоялся при полном зале, публика несколько раз начинала аплодировать. Фильм «ГараШ» стал первым игровым художественным фильмом, показанным в Совете Европы.
Интернет-премьера фильма состоялась 3 июня 2016 года, в онлайн-кинотеатрах белорусского портала AFISHA.TUT.BY. Только за первый день онлайн-проката количество просмотров составило более 10 000.

## Участие на кинофестивалях

### Кинофестиваль «Лістапад»

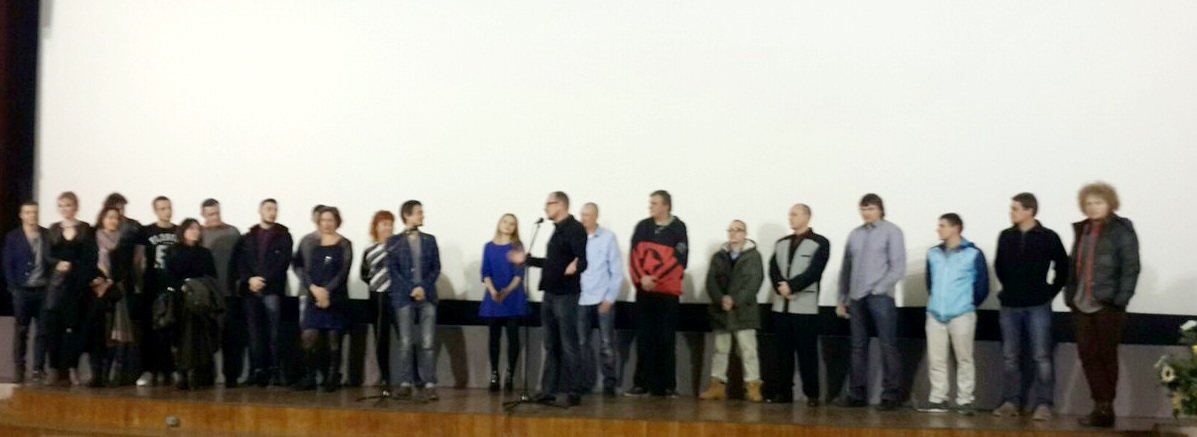
Творческая группа фильма на кинофестивале «Лістапад»

При работе над фильмом Андрей Курейчик планировал съёмки как пилотный проект ситкома, как картину американского формата примерно на 45 минут. Но когда стало известно, что фильм был отобран жюри для показа на кинофестивале «Лістапад», он был смонтирован заново, под фестивальное требование для полного метра. К фестивалю была подготовлена лента продолжительностью в 61 минуту.
В ноябре 2015 года фильм был показан в программе XXII Минского международного кинофестиваля «Лістапад» в национальном конкурсе, категория «игровое кино». Ещё до проведения фестиваля некоторыми источниками фильм назывался главной интригой мероприятия. 7 ноября состоялся премьерный показ в кинотеатре «Победа», 11 ноября — показ в кинотеатре «Мир». В связи с тем, что все билеты были раскуплены за несколько дней до показа и не все желающие смогли попасть на просмотр, кинотеатры «Мир» и «Победа» по просьбам зрителей ввели по дополнительному сеансу на 12 ноября. Ещё до начала кинофестиваля фильм вошёл в ТОП-7 фильмов, которые нельзя пропустить зрителям, по версии газеты «Комсомольская правда».
Национальный конкурс 2015 года, на котором ставший популярным среди минчан фильм «ГараШ» был представлен в программе игрового кино (полный метр), включал 34 работы белорусских кинематографистов, отобранных из более чем 100 поданных заявок.

### Кинофестиваль Mittel Punkt Europan Filmfest (Германия)
В марте 2017 года фильм был представлен на международном кинофестивале Mittel Punkt Europan Filmfest («Центральная Точка Европы»), который проходил с 1 по 11 марта в Мюнхене и Регенсбурге, Германия. Всего на фестивале было представлено более 30 документальных и игровых фильмов из стран Центральной и Восточной Европы, особым гостем форума стала Беларусь.
На фестивале были предоставленный лауреаты крупнейших мировых фестивалей: Берлинского, Каннского, Московского и Карловых Вар. Белорусскую программу представляли режиссёр и сценарист фильма «ГараШ» Андрей Курейчик и оператор-постановщик Никита Пинигин. Для «Без Буслоў Артс» это стало немецкой премьерой фильма. После показов была организована широкая дискуссия со зрителями, в ходе которой были вопросы и о том, как выживают в Беларуси независимые кинематографисты, про Алексиевич, про белорусский язык, про трудности трансформации Беларуси в европейскую страну.

## Фильм в прокате

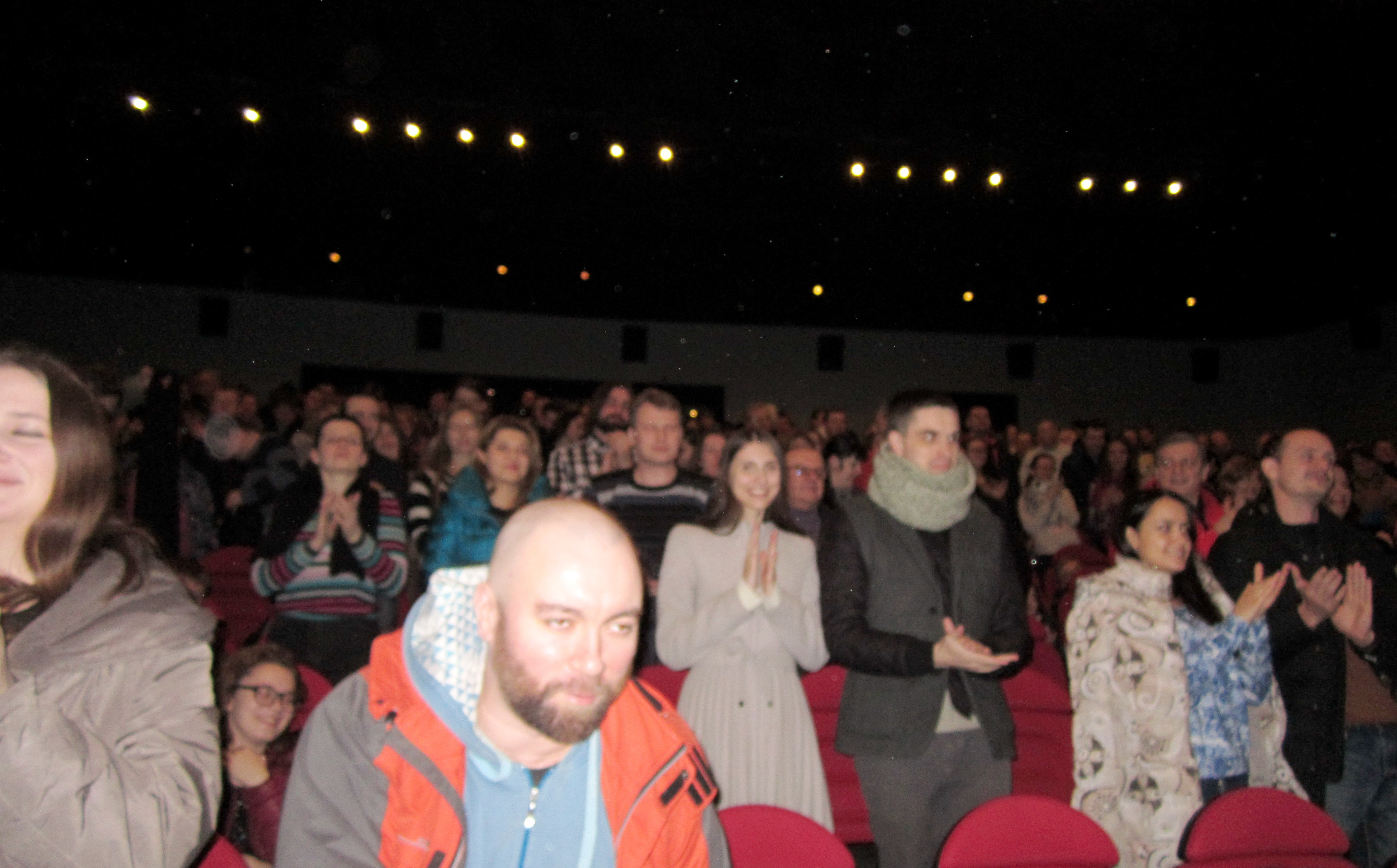
Аплодисменты зрителей после просмотра презентации фильма в к/т «Москва», 13.02. 2016

11 февраля 2016 года фильм стартовал в широком республиканском кинопрокате. В Минске лента демонстрировалась в кинотеатрах «Москва», «Победа», «Арт-кинотеатр» и «Сильверскрин». Кроме этого, ещё более чем в 20 белорусских городах. Основная презентация фильма и встреча с творческой группой состоялись 13 февраля в кинотеатре «Москва». Показ прошёл при почти полном зале, а по завершении показа публика встала и долгое время аплодировала стоя создателям фильма. Показы в других кинотеатрах и городах также проходили в основном при полных аншлагах либо при почти заполненных залах. Однако при прокате в Беларуси прокатчики столкнулись и с некоторыми проблемами. Так, в Могилёвской области отказался показывать «ГараШ» могилёвский кинопрокат; не показали фильм в Гомеле, Борисове и Солигорске.

### Кассовые сборы
Фильм «ГараШ» стал самым прибыльным белорусским фильмом в национальном кинопрокате за всю историю. Кроме того, фильм стал лидером проката за пять лет (2011—2016 гг.) среди белорусских картин, а также единственным белорусским фильмом, который окупился в кинопрокате в Минске.
Только за первый уикенд трагикомедия «ГараШ» собрала в три раза больше своего бюджета. За первые выходные проката только 40 сеансов фильма, которые в основном прошли в малых залах Беларуси, собрали чуть более 162-х миллионов белорусских рублей (с учётом превью на фестивале «Лістапад»), при затратах на фильм 51-го миллиона белорусских рублей (в июне 2015 года). А фильм посмотрели более 5000 зрителей.
Благодаря большому спросу на данный фильм и пожеланиям зрителей прокат белорусской трагикомедии «ГараШ» был продлён тремя кинотеатральными организациями — государственной «Минсккиновидеопрокат» и частными «Сильверскрин» и «Арт-кинотеатр», несмотря на большое количество иностранных новинок. По результатам второго уикенда проката фильм собрал общую кассу более 300 миллионов белорусских рублей, а фильм посмотрели более 8 тысяч зрителей в белорусских кинотеатрах на 29 экранах.
Всего фильм «ГараШ» в белорусском прокате собрал 320 миллионов рублей.

## Отзывы и критика
Фильм «ГараШ» стал одним из главных событий национального кинофестиваля «Лістапад» в Минске, а также одной из самых обсуждаемых премьер фестиваля. Большинство критиков и экспертов высказались положительно о фильме.
Киножурналист арткритик Дарья Амелькович назвала фильм самым нашумевшим из независимых проектов.
Журналист и режиссёр, бывший гендиректор вещания на Первом национальном телеканале Владимир Максимков назвал фильм успешным примером того, что в Беларуси можно снимать кино, независимое от киностудии и государственных бюджетов. По его мнению, фильм стал удачным экспериментом, который вошёл в историю белорусского кино и о котором спустя много лет напишут в учебниках о возрождении белорусского кинематографа. А его коллега, журналист, продюсер и заместитель генерального директора телекомпании СТВ Павел Кореневский назвал «ГараШ» честным кино про белорусов, добавив, что игра Александра Кулинковича и Юрия Наумова — ещё одна капля честности. Кроме того, он положительно отметил и музыку к фильму.
Редактор газеты «Белорусы и рынок» Тарас Тарналицкий отметил, что «ГараШу» лучше всего удалась социальная функция, что фильм чётко фиксирует нелицеприятные детали белорусской реальности. В то же время он указал на некоторые недоработки в режиссуре. Руководитель проекта «Киноспринт» и продюсер в Мастерской социального кино Константин Воробей также отметил удачную социальную направленность фильма и его злободневность. По его мнению, фильм поднимает большое количество социальных тематик и при этом выглядит это ненавязчиво и с долей юмора. Константин Воробей полагает, что фильм доказал посыл авторов, что в Беларуси нужно просто брать и снимать кино — «разное по жанрам, для разного зрителя, с разными целями».
Белорусский режиссёр Андрей Кудиненко назвал фильм амбициозной попыткой (почти в одиночку) не только пробить дорогу отечественному фильму в кинопрокат, но и перевернуть наше отношение белорусского зрителя к собственному кино, достичь зрительского успеха.
Декан факультета экранных искусств белорусской Академии искусств Павел Иванов отметил, что в фильме легко угадывается рука Андрея Курейчика благодаря сильной драматургии и тонкой иронии. Иванов считает, что «ГараШ» — «это хороший пример и сигнал нам всем, что кино можно и нужно снимать, даже про белорусов». По его мнению, фильм стал чисто белорусским продуктом, который своей темой и героями понятен тем, кто здесь живёт.
Много обсуждений фильм вызвал и после европейской премьеры в Страсбурге. Директор Восточноевропейской школы политических исследований Александр Добровольский после показа фильма на Всемирном демократическом форуме отметил, что «„Гараш“ — это первый, яркий, заметный фильм о белорусах и о том, что сейчас делается в Беларуси. Очень важно, чтобы у нас было своё белорусское кино».

## Создатели фильма

### Съёмочная группа

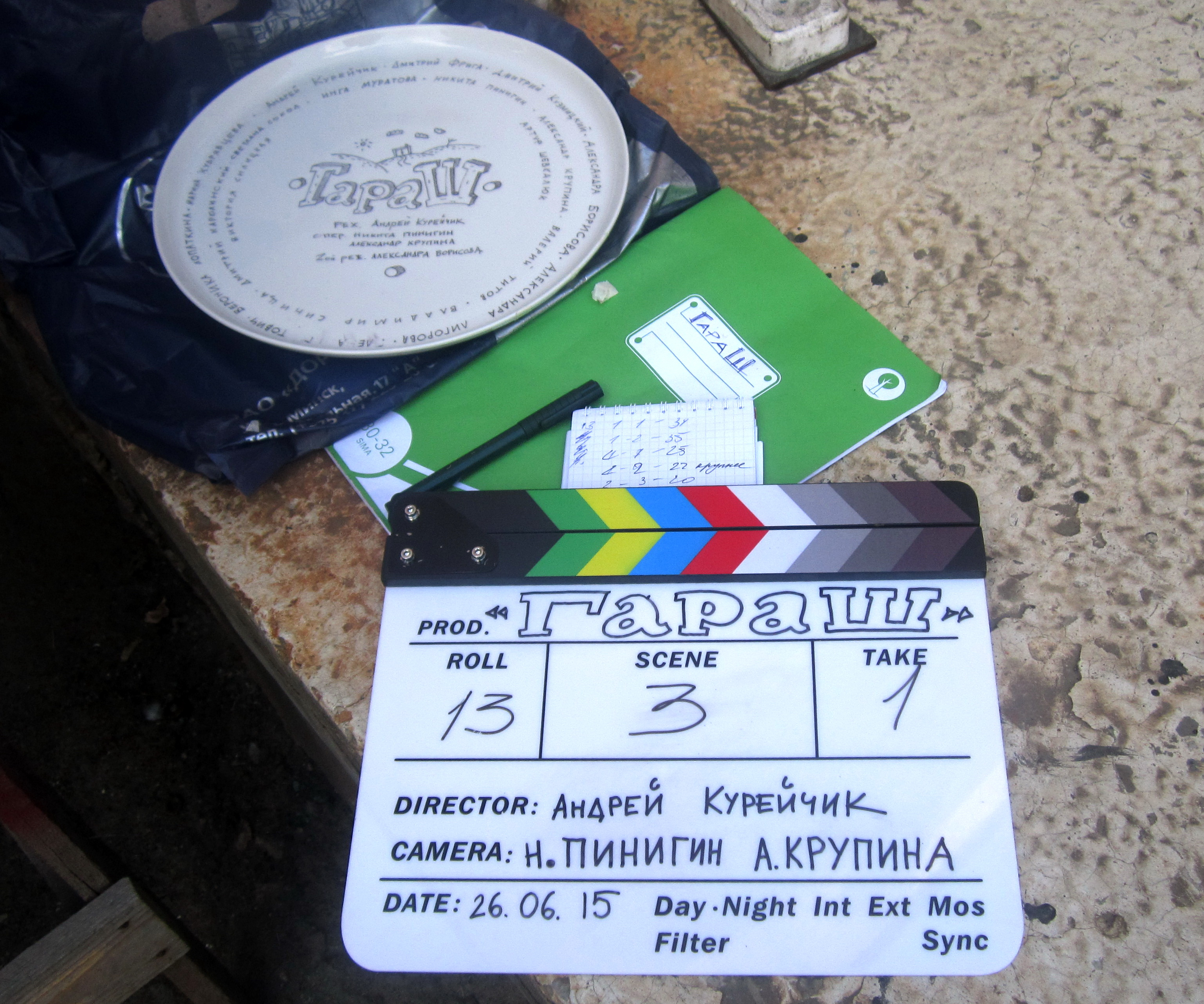
Хлопушка к фильму и тарелка с именами съёмочной группы

- Авторы идеи: Дмитрий Фрига, Андрей Курейчик, Александр Крупина
- Сценарист: Андрей Курейчик
- Режиссёр-постановщик: Андрей Курейчик
- Второй режиссёр: Александра Борисова
- Ассистент режиссёра: Александра Лигорова
- Продюсеры: Андрей Курейчик, Дмитрий Фрига
- Композитор: Дмитрий Фрига
- Песня к фильму: Александр Кулинкович
- Операторы-постановщики: Никита Пинигин, Александр Крупина
- Кастинг: Инга Муратова
- Художник-постановщик: Виктория Селицкая
- Художник по костюмам: Марина Кудрявцева
- Художник по гриму: Елена Игнатович
- Монтаж: Сергей Дмитренко

### В ролях
| Актёр                 | Роль                                   |
| --------------------- | -------------------------------------- |
| Александр Куллинкович | Борис Григорьевич, старший автомеханик |
| Юрий Наумов           | Автоэлектрик                           |
| Артём Курень          | Виталий Борзов, «американец»           |
| Василий Ницко         | Иван Иванович, госчиновник             |
| Елизавета Шукова      | Клиентка гаража, дочка чиновника       |
| Вадим Гайдуковский    | Продавец автозапчастей                 |
| Эвелина Сакуро        | Стриптизёрша                           |
| Егор Забелов          | Гриша, музыкант                        |
| Олег Грушецкий        | Автомеханик                            |
| Глеб Курейчик         | Мальчишка-хулиган из Шабанов           |
| Алексей Сапрыкин      | Васёк, американский приятель           |
| Александр Крупина     | Второй американский приятель           |

## Музыка к фильму
Музыку к фильму написал композитор Дмитрий Фрига. При создании фильма музыка переписывалась трижды, как следствие изменений концепции и требований к фильму. Также в фильме звучит песня исполнителя одной из главных ролей Александра Кулинковича — «Диско».
| № | Название композиции | Авторы / исполнители                        | Время |
| - | ------------------- | ------------------------------------------- | ----- |
| 1 | «Диско»             | Александр Кулинкович (группа «Neuro Dubel») | 3:25  |
| 2 | «Nine steps»        | Егор Забелов                                |       |
| 3 | «Приют»             | Георгий Добро                               | 4:23  |
| 4 | «Я иду тебя искать» | Дмитрий Фрига feat. Стас Мытник             | 3:31  |